# Totally Rad
Totally Rad (Magic John en Japón) es un videojuego de aventura arcade desarrollado y publicado por Jaleco para la videoconsola Nintendo Entertainment System en 1991.

## Historia
Jake es contratado como aprendiz mago por Zebedia Pong y se entrenaba cuando unas personas extrañas atacan y secuestran a su novia, Allison. Jake continua una búsqueda para averiguar de donde vinieron ellos y por qué querían a Allison. Después, Jake descubre que el secuestro de Allison era una mentira para forzar al padre de Allison, un renombrado científico de clandestinidad. Jake no sólo debe salvar al padre de Allison, sino que tendrá que luchar contra un malvado rey que tiene previsto llevar a un grupo de personas que habitan bajo tierra a batallar contra su pueblo.
En las versión japonés y americana la historia es principalmente la misma, excepto los personajes principales son diferentes. En el juego original japonés, los personajes principales son John y Yuu, dos amigos de niño de 10 y 12 años de estilo-anime. En Totally Rad, los personajes principales son Jake y Allison, dos adolescentes californianos que constantemente hablan en un estilo "de surfista" de los años 1980.

## Manual de instrucciones
El manual de instrucciones para Totally Rad está lleno de charlas de surf y jerga, además de las cómicas de las imágenes rotas y comentarios acerca del "bebé" del autor y la forma en que se ve atractivo en la imagen que ponen de ella en el manual de instrucciones.

## Características del juego
- El jefe múltiple se opone a extenderse en la complejidad.
- Las habilidades especiales de convocación.
- Juego lateral de la plataforma del movimiento en sentido vertical.